# Draner

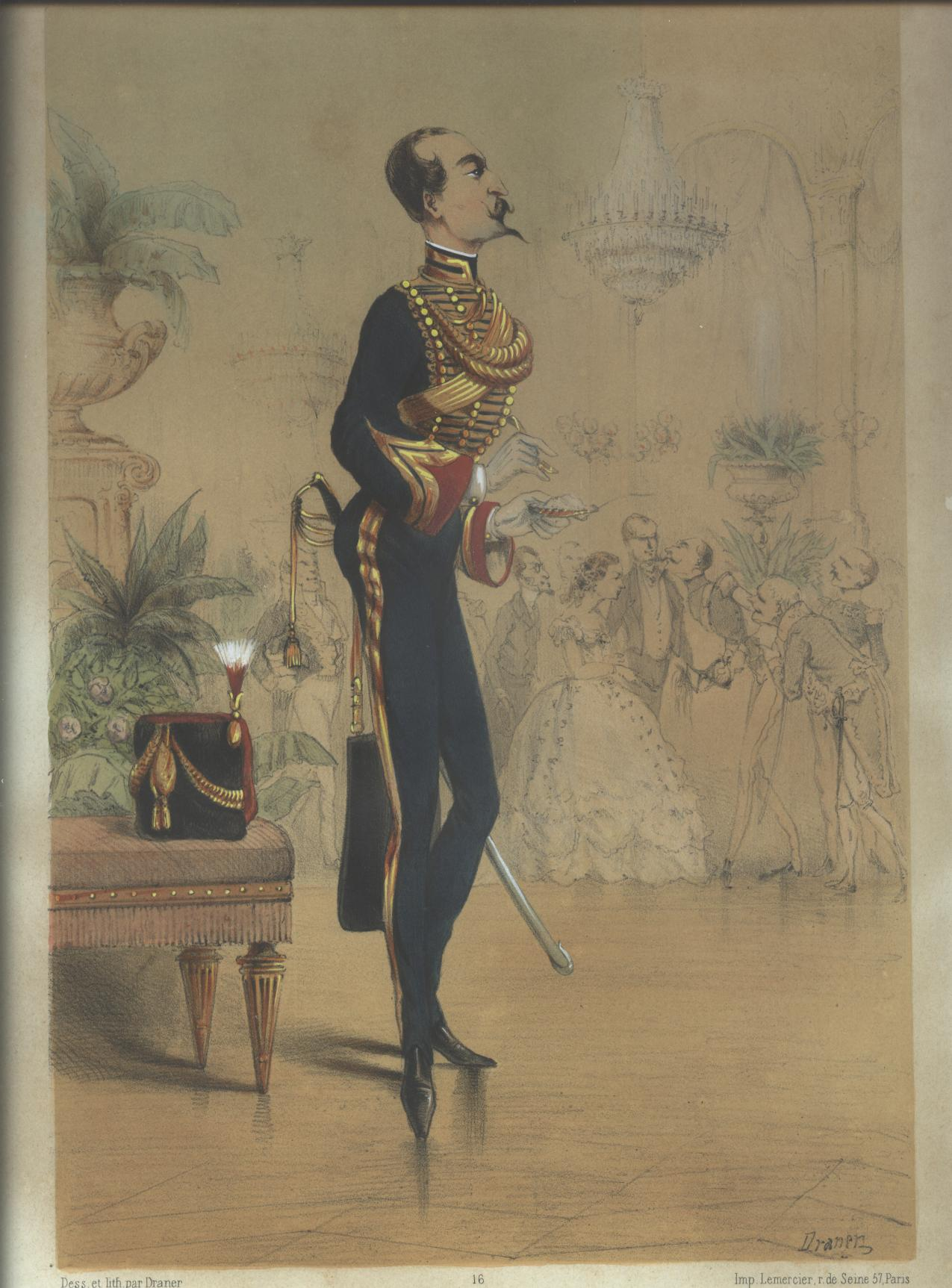
Draner: Oficier de l’artillerie à cheval, Seconde garde impériale, 1863

Draner, eigentlich Jules Jean Georges Renard (* 11. November 1833 in Lüttich; † 1926 in Paris), war ein belgischer Maler, Zeichner und Karikaturist. Der ab 1861 in Paris lebende Künstler arbeitete als Illustrator für zahlreiche namhafte Zeitungen und entwarf später Kostüme für verschiedene renommierte Theater- und Opernhäuser.

## Leben
Jules Renard kam 1833 in Lüttich als Sohn eines Buchdruckers zur Welt. Seinen späteren Künstlernamen Draner bildete er als Anagramm aus seinem Nachnamen Renard. Zudem verwandte er einige Zeit den Künstlernamen Paf!. Nach der Schulausbildung arbeitete er zunächst in der Verwaltung der Société Anonyme des Mines et Fonderies de Zinc de la Vieille-Montagne, einem Unternehmen der Zinkindustrie in seiner Heimatstadt. Als Autodidakt begann er mit dem Zeichnen und schuf erste Karikaturen, wobei er seine Motive im Alltagsleben von Lüttich fand und schon bald mit örtlichen Zeitungen zusammenarbeitete. Seine Zeichnungen veröffentlichte zudem die in Brüssel von Félicien Rops gegründete Zeitung Uylenspiegel.
1861 zog er nach Paris, wo die Vieille Montagne eine Zweigstelle hatte. In seinen Zeichnungen karikierte Draner zu Beginn seiner Pariser Jahre vornehmlich das Militärleben. Zwischen 1861 und 1864 entstanden so 136 farbige Lithografien dieses Themas, wobei er das Militär verschiedener Nationalitäten in ironischer Weise zeichnete. Er veröffentlichte diese Bilder in Alben wie Types militaires de toutes les nations, Nouvelle vie militaire oder Le colonel Ramollot. Ab 1866 arbeitete er als Zeichner für die Satirezeitschrift Le Charivari, wo er 1879 die Nachfolge als regelmäßiger Illustrator von Amédée de Noé antrat. Darüber hinaus erschienen seine Zeichnungen in Zeitschriften wie L’Eclipse, Le Monde Classique, Paris-Comique, L’Illustration, Le Monde Illustré, Le journal amusant und Petit Journal pour rire.
Von 1864 bis 1893 entwarf Draner zudem Kostüme für Theater- und Opernhäuser. Seine fantasiereichen Bühnenkleider waren bestimmt für Aufführungen der Scala in Mailand, des Drury Lane Theatre in London, des Théâtre des Galeries Saint-Hubert in Brüssel, der Metropolitan Opera in New York, sowie die Pariser Bühnen Théâtre du Châtelet, Théâtre de la Renaissance, Éden-Théâtre oder den Folies Bergère.
Draner starb 1926 in Paris. Seinen zeichnerischen Nachlass vermachte er der Universität Lüttich.